# Шамшы (Чуйская область)
Шамшы (кирг. Шамшы) — село в Чуйском районе Чуйской области Кыргызстана. Административный центр Шамшинского аильного округа. Код СОАТЕ — 41708 223 868 01 0.

## География
Село расположено в центральной части области, к северу от Киргизского хребта, на расстоянии приблизительно 10 километров (по прямой) к юго-юго-востоку (SSE) от города Токмак, административного центра района. Абсолютная высота — 1276 метров над уровнем моря.

## Население
| год     | 2009 | 2014 | 2015 |
| ------- | ---- | ---- | ---- |
| человек | 795  | 955  | 909  |